# Lepus
Lepus es un género de mamíferos lagomorfos de la familia Leporidae que incluye más de 30 especies de animales conocidos vulgarmente como liebres.

## Descripción
Por lo general las liebres son animales de silueta estilizada y patas traseras muy desarrolladas para la carrera. Las orejas, generalmente largas, varían en longitud de unas especies a otras, siendo mucho más largas y amplias en aquellas que viven en climas desérticos, como la liebre de California (Lepus californicus), mientras que son proporcionalmente más pequeñas y se asemejan a las del conejo europeo en las de climas polares, como la liebre ártica o liebre polar (Lepus arcticus). En todas las especies el oído es un sentido hiperdesarrollado y probablemente el principal a la hora de detectar a los eventuales depredadores, aunque la vista y el olfato tampoco le van a la zaga. Al mínimo indicio de peligro, el animal inicia una frenética carrera que, en algunas especies -como la liebre europea (Lepus europaeus)-, incluye constantes cambios de sentido y rodeos, con el objetivo de confundir al agresor.
La longitud y el color del pelo varían en cada especie, pero siempre tienen como objetivo el camuflaje. La liebre ártica o liebre polar (Lepus arcticus) varía su color cada año, de pardo en primavera y verano, a gris en otoño y blanco en invierno.
Su dieta es completamente herbívora, muy similar a la de los conejos.

## Biología y ecología
Las liebres son solitarias, aunque no les importa en absoluto la presencia de otras liebres en los alrededores. Tan solo se producen peleas durante la época de celo (variable según especies), que pueden llegar a ser hasta cierto punto cómicas en algunas especies. Las liebres europeas de sexo masculino apenas comen durante este período (primavera), y pasan el día luchando con sus rivales, golpeándose con las patas delanteras en una especie de “boxeo” ritual. En Inglaterra, el dicho popular Estás más loco que una liebre en marzo tiene su origen en esta conducta. Las hembras que no acceden a aparearse luchan, con los pretendientes a los que rechazan, de la misma manera en que estos se deshacen de sus oponentes.
Lo que todas las liebres tienen en común es el hecho de parir crías muy precoces y ser especies muy prolíficas. Nacen entre 3 y 8 crías en cada parto, y cada hembra pare de ordinario más de 4 camadas al año.
Viven en todos los continentes, excepto en Oceanía (aunque en Australia han sido introducidas en tiempos recientes) y la Antártida.
Las liebres son cazadas por multitud de mamíferos carnívoros y aves de presa, y son especies cinegéticas para el hombre en todo el mundo. En algunas zonas, las liebres han sido transmisoras de la tularemia, una enfermedad infecciosa que también afecta a los humanos.

## Hábitat
Las liebres suelen habitar en zonas secas, sobre todo en zonas con mucho matorral. Viven en madrigueras que ellas mismas hacen, justo cuando se van a aparear. Suelen hacerlas de 1 m de profundidad, e incluso algunas las hacen de hasta 3 m. Después de que la hembra cría, dejan la madriguera. Muchos machos camuflan ésta hasta que se aparean otra vez, y otros simplemente la dejan o la tapan con tierra.

### Diferencias con los conejos
Artículo principal: Conejo
Las liebres no cuidan a sus crías bajo tierra en una madriguera como lo hacen otros léporidos, sino más bien en una depresión poco profunda o un nido aplanado de pasto. Las liebres jóvenes se adaptan a la falta de protección física, en relación con la que ofrece una madriguera, al nacer completamente velludas y con los ojos abiertos. Son, por lo tanto, precoces y capaces de valerse por sí mismas poco después del nacimiento. Por el contrario, los conejos y los conejos de cola de algodón son altriciales, teniendo crías que nacen ciegas y sin pelo.
Todos los conejos (excepto los conejos de cola de algodón) viven bajo tierra en madrigueras, mientras que las liebres (y los conejos de cola de algodón) viven en nidos simples sobre el suelo, y usualmente no viven en grupos. Las liebres son generalmente más grandes que los conejos, con orejas más largas, y tienen manchas negras en su pelaje. Las liebres no han sido domesticadas, mientras que los conejos se crían para comer y se mantienen como mascotas domésticas. La mascota doméstica conocida como "liebre belga" es un conejo que ha sido criado selectivamente para asemejarse a una liebre.
Las liebres tienen cráneos articulados o cinéticos, únicos entre los mamíferos. Tienen 48 cromosomas mientras que los conejos tienen 44.
Las liebres se desplazan a mayor velocidad que los conejos.

## Especies
Los científicos han clasificado durante mucho tiempo en una sola especie a muchas liebres de Europa, Asia y África con la denominación de liebre común (Lepus europaeus). En la península ibérica se cuentan tres especies diferentes: la ya citada en los Pirineos y zonas limítrofes, la liebre ibérica (Lepus granatensis) en el resto de la península y la liebre de piornal Lepus castroviejoi en los montes de León.
Las liebres de Norteamérica, en cambio, no han tenido estos problemas de clasificación confusa, y desde el principio fueron descritas en numerosas especies diferentes.
Las especies del género Lepus son las siguientes:
- Subgénero Macrotolagus
  - Lepus alleni
- Subgénero Poecilolagus
  - Lepus americanus
- Subgénero Lepus
  - Lepus arcticus
  - Lepus othus
  - Lepus timidus
- Subgénero Proeulagus
  - Lepus insularis
  - Lepus tibetanus
  - Lepus tolai
- Subgénero Eulagos
  - Lepus castroviejoi
  - Lepus comus
  - Lepus coreanus
  - Lepus europaeus
  - Lepus mandschuricus
  - Lepus starcki
- Subgénero Sabanalagus
  - Lepus fagani
  - Lepus microtis
- Subgénero Indolagus
  - Lepus hainanus
  - Lepus nigricollis
  - Lepus peguensis
- Subgénero Sinolagus
  - Lepus sinensis
- Subgénero Tarimolagus
  - Lepus yarkandensis
- incertae sedis
  - Lepus brachyurus
  - Lepus californicus
  - Lepus callotis
  - Lepus capensis
  - Lepus corsicanus
  - Lepus flavigularis
  - Lepus granatensis
  - Lepus habessinicus
  - Lepus oiostolus
  - Lepus saxatilis
  - Lepus schlumbergeri
  - Lepus townsendii

## Las liebres en el folclore

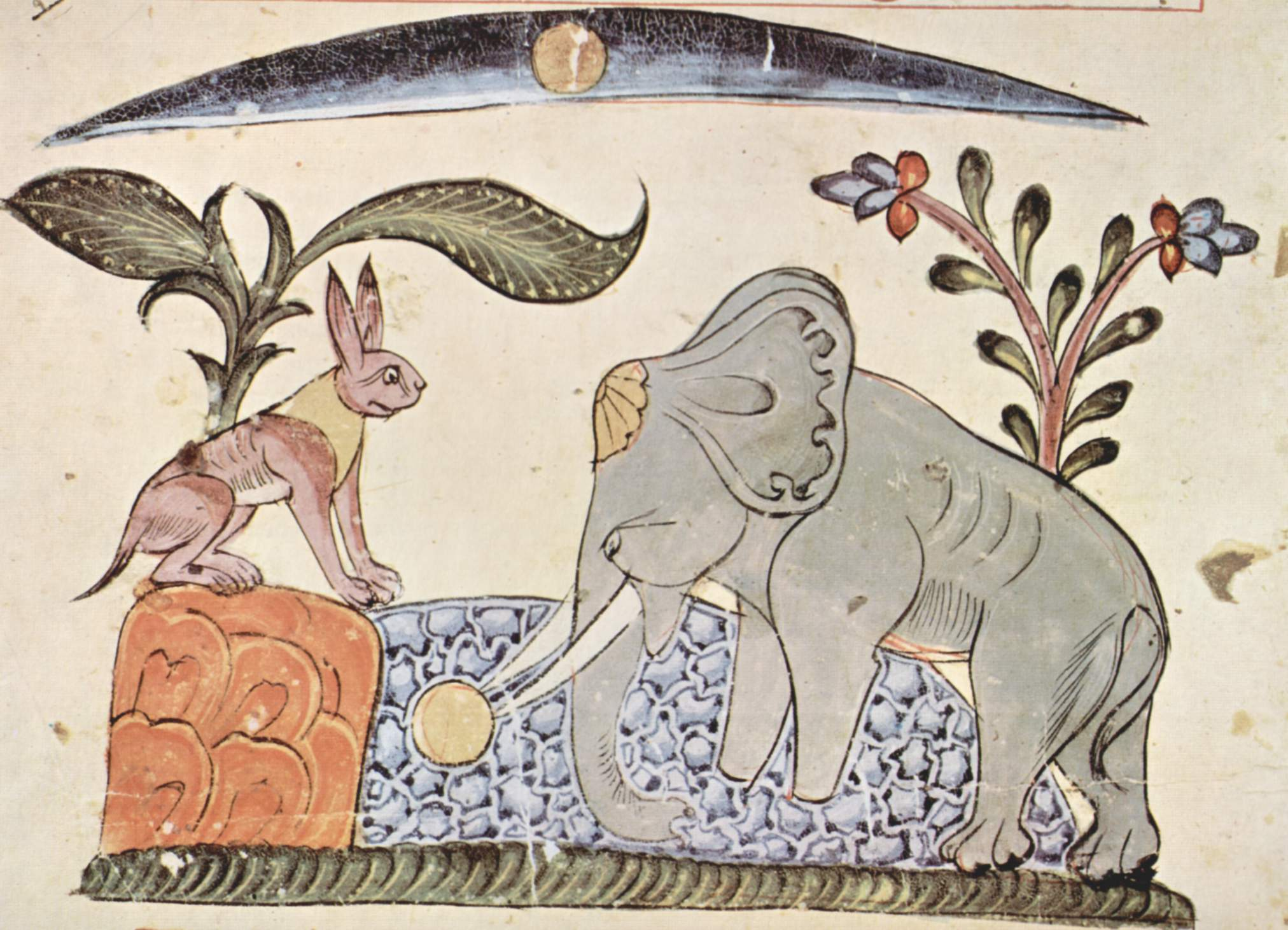
Ilustración de la fábula india La liebre y el elefante, incluida en el Kalîla y Dimma.

En el folclore europeo, la liebre es el paradigma de la velocidad. Esto no es de extrañar si tenemos en cuenta que es el mamífero silvestre más rápido de ese continente. La fábula de Esopo acerca de la liebre y la tortuga demuestra que esta idea ya era de uso común en la Antigüedad. En este relato, la tortuga reta a la liebre diciéndole que puede ganar una carrera contra ella, y la liebre acepta encantada sabiendo de la lentitud de la tortuga; en seguida la liebre le saca una enorme distancia de ventaja a la tortuga, pero entonces se confía y toma una siesta, dando tiempo a la tortuga para adelantarla y llegar a la meta.
En África, la liebre también protagoniza relatos populares en los que la velocidad es una de sus cualidades, pero no tan importante como la astucia. En estos relatos, la liebre es uno de los animales que más inteligencia recibió durante la Creación y se vale de ella para engañar y sacar lo que quiere a otros animales, peor dotados, como la gacela, el antílope o incluso el “rey de los animales”, el león. Incluso se permite tomarle el pelo a los humanos en varias ocasiones. La liebre solo es engañada, por tanto, por animales más astutos que ella según el folclore africano, como son la tortuga y el tejón. En un relato similar al de Esopo, la tortuga también reta a una carrera a la liebre, pero no llega a correr, sino que sitúa en la meta a un pariente suyo (generalmente su esposa o su hermano), al que la liebre confunde con su oponente.

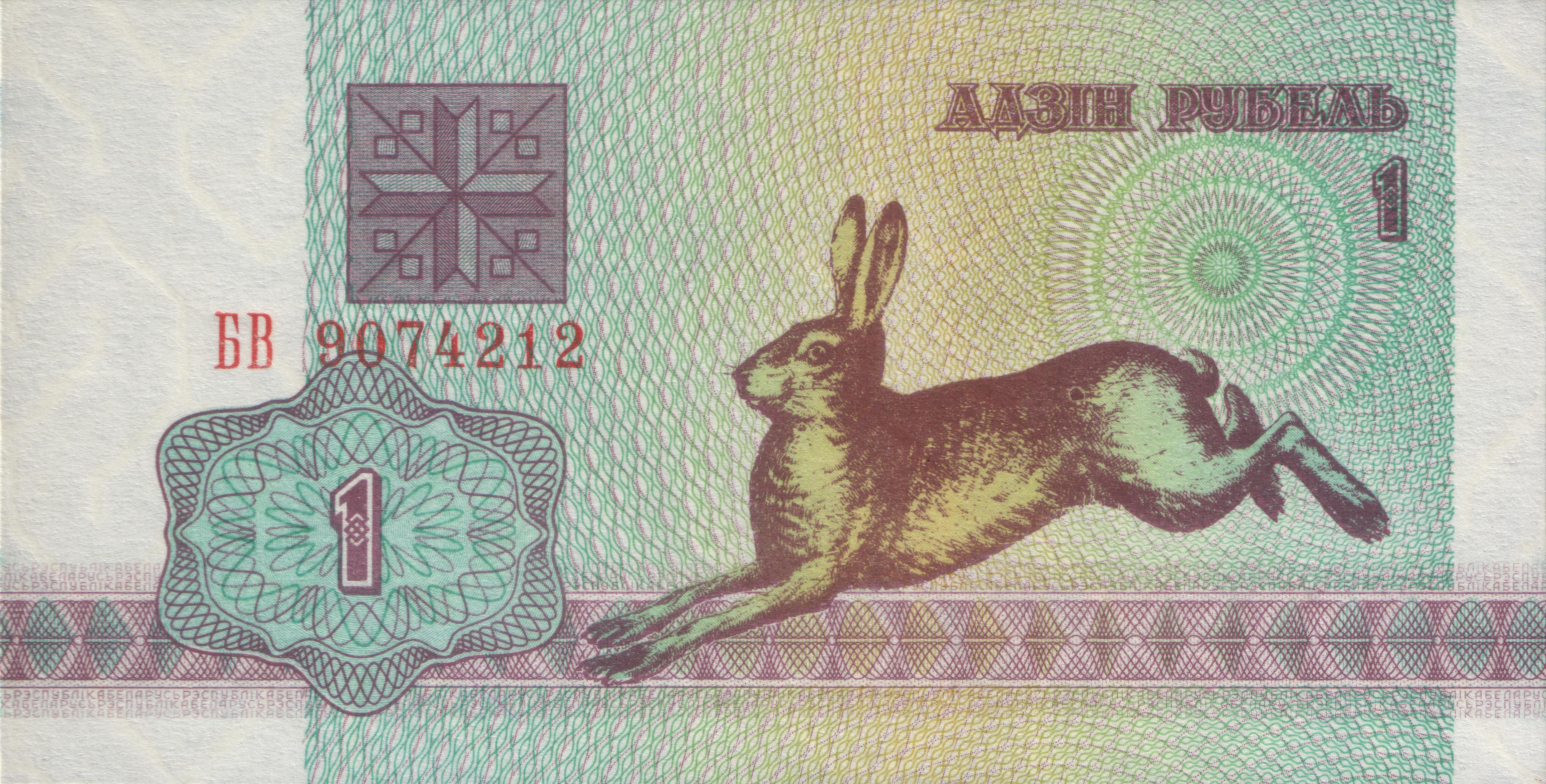
Una liebre en un billete de 1 rublo bielorruso, 1992.

Debido a la célebre velocidad de las liebres, y por ser señuelo tradicional en las carreras de galgos, en el habla coloquial de Argentina y Uruguay la frase “correr la liebre” (o “correr la coneja”) y “galguear” significan «pasar hambre».
En la India existen también relatos sobre la astucia de la liebre. En el cuento La liebre y el elefante, una liebre de gran tamaño se vale de los humanos para demostrarle a un joven elefante que ella es más grande que él, a pesar de que solo le llega a la rodilla.
Las historias sobre la astucia de la liebre pasaron a América con la llegada masiva de esclavos negros durante el periodo colonial, e influyeron a su vez en el folclore popular de Estados Unidos. El aspecto del famoso Bugs Bunny está basado, en realidad, en las liebres americanas, y no en los conejos.
Por otro lado, las liebres también tienen su hueco en la Astronomía tradicional. En su honor existe una constelación llamada Lepus y en algunos países asiáticos, como India o Japón, se da el nombre de liebre a algunos de los mares de la Luna.

## Liebres como alimento humano
Las liebres y los conejos son abundantes en muchas áreas, se adaptan a una gran variedad de condiciones, y se reproducen rápidamente, así que la caza es a menudo menos regulada que para otras variedades cinegéticas. En áreas rurales de Norteamérica y particularmente en las épocas pioneras, fueron una fuente común de carne. Debido a su contenido extremadamente bajo en grasas, son una mala opción como alimento de supervivencia.
Las liebres se pueden preparar de la misma manera que los conejos — comúnmente asados enteros o despiezados para empanar y freír.
Hasenpfeffer (también deletreado Hasenfeffer) es un guiso alemán tradicional hecho de conejo o de liebre adobados. Pfeffer no es solo el nombre de una especia, sino también de un plato donde la propia sangre del animal se utiliza como un espesante de la salsa. El vino o el vinagre es también un ingrediente prominente, para prestar acidez a la receta.
Lagos Stifado (Λαγός στιφάδο) — estofado de liebre con cebollas, vinagre, vino tinto y canela — es un plato muy apreciado que se disfruta en Grecia y Chipre y en las comunidades de su diáspora, particularmente en Australia, donde la liebre es cazada como una especie salvaje invasora.
El estofado de liebre, conocido como civet de lièvre en Francia, es una liebre entera, cortada en trozos, marinada, y cocida con vino tinto y bayas de enebro en una olla alta que se coloca dentro de una cacerola con agua para hervir al baño maría. Tradicionalmente se sirve con la sangre de la liebre (o la sangre se añade justo al final del proceso de cocción) y vino de Oporto.
El estofado de liebre se describe en el influyente libro de cocina del siglo XVIII, El Arte de la Cocina de Hannah Glasse, con una receta titulada, "Una Liebre Estofada", que comienza: "cortarla en pedacitos, con manteca de cerdo aquí y allá..." La receta continúa con la cocción durante tres horas de las piezas de liebre en agua en una jarra puesta dentro de una cacerola de agua hirviendo. En el siglo XIX, se acreditó extensamente que Glasse había comenzado la receta con las palabras "primero, coja su liebre," como en esta citación. Esta atribución es apócrifa.
Tener una liebre recién cazada (o disparada) permitía obtener su sangre. Una liebre recién matada se preparaba para desangrar quitando sus entrañas y después se colgaba en la despensa por sus patas traseras, lo que hace que la sangre se acumule en la cavidad pectoral. Un método para preservar la sangre después de desangrar la pieza (puesto que la liebre se cuelga generalmente por una semana o más) es mezclarla con vinagre de vino tinto para prevenir la coagulación, y después almacenarla en un congelador.

Muchos otros libros de cocina británicos celebrados hasta mediados del siglo XX incluían numerosas recetas con estofados de liebre. Merle y Reitch, por ejemplo especifican:
La mejor parte de la liebre, cuando se tuesta, es el lomo y la parte gruesa de la pata trasera; las otras partes sólo son aptas para guisar, hacer picadillo, o salsa. Generalmente asar una liebre primero, y guisar o guardar la porción que no se come el primer día. [...]

Una Jarra a la Liebre es un modo de cocinar una liebre muy deseable cuando hay dudas en cuanto a su edad, pues de una liebre vieja, que sería de otra manera incomible, se puede hacer un plato agradable. [...]
Desde mediados del siglo XX, sin embargo, su consumo empezó a decaer cada vez más rápidamente. En 2006, un sondeo entre 2021 personas para el canal de televisión gastronómico británico UKTV encontró que solo el 1,6% de las personas menores de 25 años reconocían la liebre estofada por su nombre. Siete de diez dijeron que se negarían a comer estofado de liebre si se servía en la casa de un amigo o un pariente.
La liebre (y en los últimos tiempos, el conejo) es un alimento básico de la cocina maltesa. El plato era habitualmente presentado en los banquetes celebrados en honor a los Maestros de la Soberana Orden Militar de Malta, así como a los Inquisidores renacentistas residentes en la isla, varios de los cuales pasaron a ser Papa.
Según la tradición judía, la liebre está entre los mamíferos considerados no kosher, y por lo tanto, al igual que el conejo, no consumidos por los judíos observantes. Al contrario, según las leyes dietéticas islámicas, los musulmanes consideran la carne de liebre, (conejo, pica y damán) halal, y en Egipto, la liebre y el conejo son carnes populares para la mulukhiyah (sopa de hojas de yute), especialmente en El Cairo. Los chiitas, sin embargo, tienen diferencias en esa opinión.
En Inglaterra, un plato ahora raramente servido es la liebre en maceta. En ella, la carne de liebre se cocina, y luego se cubre en al menos una pulgada (preferiblemente más) de mantequilla. La mantequilla es un conservante (excluye el aire); por lo que el plato se puede almacenar hasta varios meses. Se sirve frío, a menudo en el pan o como aperitivo.